# Кандасвами
Кандасвами (тамил. நல்லூர் கந்தசுவாமி கோவில்) — индуистский храм в Наллуре, небольшом городе близ столицы Северной провинции республики Шри-Ланка Джафны. Храм, посвящённый богу войны Сканде, является одной из наиболее почитаемых святынь тамилов.
Первый индуистский храм в столице Королевства Джафна был основан в 948 году. В X веке Sembiyan Mahadevi, королева империи Чола, подарила храму бронзовую статую бога Сканды. Первый храм был разрушен после завоевания Джафны Сингальским Государством. Уничтожение храма в 1450 году связывают с именем наместника Джафны приёмного сына Паракрамабаху VI — Самупал Кумарая. Второй (по некоторым данным, третий) храм был построен в 1467 году неподалёку, он был укреплён, окружён стенами и был больше похож на крепость. В войне Джафны против португальцев в 1620 году храм этот использовали как военное укрепление, в результате чего он был разрушен португальским генералом Филиппом Оливьера. Во время голландского господства на месте второго храма была построена христианская церковь, а рядом заложен небольшой индуистский храм в память о разрушенном. В это же время на месте первого храма мусульманами была основана мечеть и воздвигнута статуя бога Сканды. В 1749 году при поддержке голландской колониальной администрации мечеть была ликвидирована, а на историческом месте воздвигли четвёртый храм, который сохранился до наших дней.
Первоначально каменный храм, обращённый к востоку, имел только два основных зала. Позже были выстроены стены, окружающие двор храма, и 33-метровый пятиэтажный резной гопурам в дравидийском стиле с часами. Композиционным центром храма является статуя бога войны Сканды. В южной части храма расположен святой пруд и статуя бога Сканды в другом воплощении, в северной — святой сад.

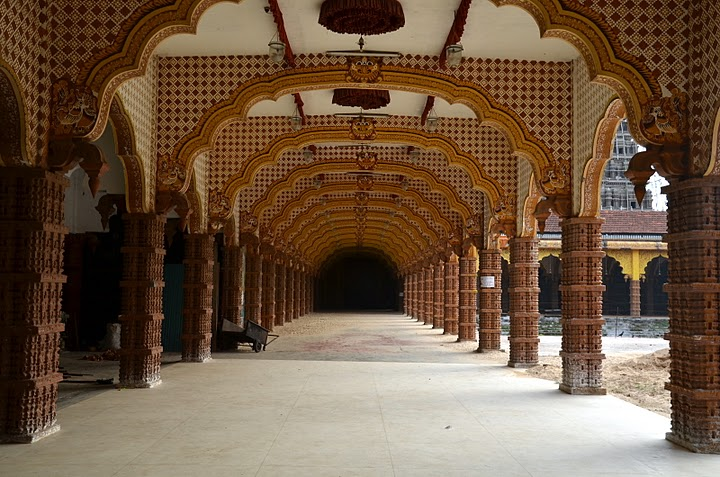
Внутренний двор храма

Храм Кандасвами в Наллуре является важным центром тамильской индуистской культуры, в дни праздников к нему стекаются люди со всего севера Шри-Ланки. В память о Кандасвами, целый ряд индуистских храмов, построенных тамильской диаспорой в Европе и Северной Америке, носит такое же имя.